# Gerd Kostmann
Gerd Kostmann (Szczecin, 2 de julio de 1941) es un antiguo futbolista del FC Hansa Rostock que jugó en la DDR-Oberliga en la República Democrática Alemana.
Aprendió a jugar al fútbol en la ciudad portuaria de Wolgast, en el Betriebssportgemeinschaft Motor. Junto con su hermano Günter jugó en el año 1963 en la segunda división. En la temporada 1963/64 jugó tres partidos de la International Football Cup con el SC Empor Rostock, precursor del FC Hansa Rostock, aunque luego jugó la liga con el Betriebssportgemeinschaft Motor, donde disputó 27 partidos. El equipo no pudo mantener la categoría, y en verano de 1964 se fue a jugar al SC Empor Rostock. En las temporadas 1967/68 y 1968/69 fue el máximo anotador de la DDR-Oberliga, donde destacó por sus goles de cabeza. Al finalizar la temporada 1970/71 había anotado 43 goles en 89 partidos.
Después de retirarse del fútbol trabajó en el puerto de Rostock. Después trabajó entrenando y coordinando a equipos infantiles, hasta su jubilación en el año 2005. Desde 1964 está casado con Helene y uno de sus dos hijos, Marco Kostmann, también fue futbolista.